# Octamyrtus
Octamyrtus es un género con seis especies de plantas con flores de la familia Myrtaceae. Es originario de las Molucas a Nueva Guinea.

## Especies
- Octamyrtus arfakensis Kaneh. & Hatus. ex C.T.White, J. Arnold Arbor. 32: 144 (1951).
- Octamyrtus behrmannii Diels, Bot. Jahrb. Syst. 57: 376 (1922).
- Octamyrtus glomerata Kaneh. & Hatus. ex C.T.White, J. Arnold Arbor. 32: 145 (1951).
- Octamyrtus halmaherensis Craven & Sunarti, Gard. Bull. Singapore 56: 150 (2004).
- Octamyrtus insignis Diels, Bot. Jahrb. Syst. 57: 374 (1922).
- Octamyrtus pleiopetala Diels, Bot. Jahrb. Syst. 57: 373 (1922).